# Den lille gade
Den lille gade er et oliemaleri fra omkring 1657/8 af den hollandske maler Johannes Vermeer. Maleriet er 54,3 cm højt og 44 cm bredt. Det forestiller en lille idyllisk gade i Vermeers hjemby Delft. Maleriet er på Amsterdam Rijksmuseum.

## Motiv og beskrivelse
I forgrunden ses en brolagt gade. I baggrunden ses i højre side et hus fra gavlen og i venstre side to indgange til huse og andre bygninger. Huset til højre har en facade af mursten, en trappegavl og langs taget nogle udskæringer, der kunne minde om skydeskår. Venstre side af facaden leder i lav højde over til nabohuset. De fleste af husets skodder er lukkede, og kun gennem den åbne døråbning kan beskueren få et glimt af, hvad der sker indenfor. I døråbningen sidder en kvinde i færd med at kniple. Foran huset knæler to børn optaget af leg. Gennem åbningen til gården ses en tjenestepige i færd med hente noget fra en tønde.
Vermeer har her skabt et idyllisk billede af hjemlig ro, hvor kvindesysler og leg beskæftiger kvinder og børn i sikker nærhed af hjemmet. Det indskriver sig i tidens huslige ideal, hvor kvinder flittigt og arbejdsomt beskæftiger sig med håndarbejde eller husholdning, mens de skaber et trygt og kærligt fristed for børnene i deres varetægt.
Mange forslag og en del polemik har omgærdet en præcis identifikation af gaden Vermeer malede. Det er sandsynlig omsonst, eftersom gaden nok snarere er en imaginær kombination af arkitektur fra forskellige steder, som Vermeer sammenbragte for at skabe sin harmoniske komposition. Muligvis har to af hans egne børn poseret som de to legende børn i forgrunden.

## Oprindelse
Vermeers mæcen Pieter van Ruijven (1624-1674) fik sandsynligvis maleriet direkte fra Vermeer. Maria de Knuijt arvede det, og det gik til deres datter Magdelene van Ruijven (1655-1681) og hendes mand Jacob Dissius (1653-1695). Jacob Dissius solgte det (for 72 eller 48 gylden) sammen med andre Vermeer malerier i 1696 til en ukendt køber. Den 8. april 1800 dukkede det op og blev solgt til kunstsamleren Pieter van Winter, og efter hans død gik det til Lucretia Johanna van Winters (1785-1845) omfattende kunstsamling. Lucretia van Winter giftede sig i 1822 med Hendrik Six, og efter deres død (1845 & 1847) gik maleriet i arv til deres to sønner. Kun den yngste (Jan Pieter) giftede sig og stiftede familie, og da han døde i 1899 gik maleriet i arv til hans søn Jan Six. Jan Six satte maleriet på auktion den 12. april 1921, men opnåede ikke sin mindstepris på en million gylden. I stedet besluttede Jan Six at udstille maleriet på Louvre i Paris for at tiltrække potentielle købere, men denne taktik mislykkedes. I 1921 købte den hollandske rigmand Henri Deterding maleriet for 625.000 gylden og donerede det til den nederlandske nation. Det er i dag udstillet på nationalmuseet i Amsterdam.